# Авија B-534
Авиа B-534 је чехословачки једноседи, двокрилни, борбени авион који је развила и произвела авионска компанија Авиа. Произведен је у периоду између Првог и Другог светског рата. B-534 је био можда један од најпознатијих чехословачких авиона тог доба.

## Пројектовање и развој
Током 1932. године започет је рад на развоју новог једноседог двокрилног борбеног авиона, Авиа B-34, који је пројектовао ваздухопловни инжењер Франтишек Новотни. Током свог развоја, разни алтернативни мотори су испробани пре коначног решења по лиценци Хиспано-Суиза 12I мотора. Друга побољшања током фазе прототипа су укључивала усвајање затвореног кокпита заједно са ревидираним распоредом репа и стајног трапа. 14. априла 1934. године, други прототип, који је тестирао пилот Вацлав Кочи, успешно је постигао чехословачки национални рекорд од 365,74 km/h. Испоруке авиона чехословачким ваздухопловним снагама почеле су октобра 1935.

## Технички опис
Труп му је елиптичног попречног пресека. Носећа конструкција трупа је направљена од заварених челичних цеви високе чврстоће. Дијагонале за учвршћење рамова су од челичних цеви у пределу испред кокпита а иза према репу су жичане. Прамац трупа у пределу мотора до иза кабине пилота је обложен алуминијумским лимом. Изван лимене облоге, цео труп је обложен импрегнираним платном. Пилот је седео у затвореном кокпиту заштићен од спољних утицаја. Прегледност из пилотске кабине је била добра јер се хладњак налазио испод мотора. Два митраљеза су била у хаптичком пољу пилота т
Погонска група се састоји од линијског V мотора са 12 цилиндара течношћу хлађен Hispano-Suiza 12Ydrs) снаге 633 kW (849 KS) и двокраке вучне елисе непроменљивог корака направљене од ламинираног дрвета. Поред дрвених уграђиване су и двокраке металне елисе. Хладњак расхладне течности се налази испод мотора а усисник је лоциран између конструкције стајног трапа. Резервоар за гориво се налази у трупу авиона иза мотора а испред пилотске кабине.
Крила су била металне конструкције обложена платном, крила су имала облик правоугаоника са заобљеним крајевима. Доње крило је било нешто краће од горњег. Крилца (елерони) су се налазили само на горњим крилима. Крила су међусобно била повезана благо закошеним упорницама и облику латиничног слова N и затегама од челичне жице. Подупирачи и упорнице су направљени од челичних цеви. Горње крило је у односу на доње било померено унапред ка мотору. Горње крило је било једноделно и балдахином од челичних цеви било везано за труп авиона а доње крило је било конзолно.
Репне површине су класичне састоје се од три стабилизатора (један вертикални и два хоризонтална) елипсастог су облика.  Конструкција свих фикснох елемената репних површина је иста: цевасти челични оквир и челичне цеви као ребра а облога је од импрегнираног платна. Кормило правца са великом компезационом површином је направљено од челичних цеви и обложено платном. Кормила дубине су направљена такође од челичних цеви обложена платном. Хоризонтални стабилизатори су са по два цеваста челична подупирача ослоњени са сваке стране на доњу страницу трупа.
Стајни трап је био класичан, направљен као челична конструкција од заварених танкозидих цеви. Точкови су били независни (нема осовине између њих). Сваки точак је челичном виљушком везан за труп авиона а у стубове ослонце су уграђени уљно-пнеуматски амортизери. У точкове су уграђене кочнице а обложени су аеродинамичком маским у циљу смањења отпора ваздуху. На репном делу се налази еластичнa дрљачa.

## Наоружање
Авион је био наоружан са 4 фиксна митраљеза калибра 7,92 мм, а могао је да понесе и до 80 kg бомби.
| Наоружање авиона: Авија B-534  |                         |
| Ватрено (стрељачко) наоружање  |                         |
| Топ                            |                         |
| Митраљез                       |                         |
| Број и ознака митраљеза        | 4 x Zbrojovka           |
| Број метака                    | 250 до 300 по митраљезу |
| Калибар                        | 4 x 7,92                |
| Бомбардерско наоружање (бомбе) |                         |
| Класичне авио бомбе            | 6 х 10 или 4 х 20       |
| Укупна маса                    | 80                      |
| Ракетно наоружање (ракете)     |                         |

## Верзије
- B-534-I - прва производна верзија, 2 митраљеза у трупу 2 у доњем крилу.
- B-534-II - отклоњени недостатци прве верзије, 4 митраљеза у трупу.
- B-534-III - један усисник за ваздух, аеродинамичке облоге точкова.
- B-534-IV - модел авиона са поклопцем кабине, металном елисом, задњим точком уместо дрљаче.
- Bk-534 - модел ловца наоружан топом.

## Оперативно коришћење
Авиа B.534 постао је симбол чехословачке ваздушне снаге тог времена и заједно са Фиат CR.42 Фалцо из Италије и Поликарпов И-153 Чајка из Совјетског Савеза, сматра се да представља врхунац развоја ловаца двокрилаца. Све три врсте су још увек биле активне у улози ловаца током раних фаза Другог светског рата; у ствари, последња потврђена победа у ваздушној борби за ловац двокрилац је постигнута у Авиа B.534.
Делимично као резултат његове импресивне управљивости, као и тога што су неки оператери и даље задржавали преференцију према успостављеној двокрилној конфигурацији у односу на долазећу генерацију једнокрилних ловаца за које ће се ускоро показати да су бољи од њих, B-534 је остао у производњи доста дуго (1933—1939). Током касних 1930-их, Чехословачка је настојала да прошири производњу овог типа као одговор на немачке претензије над Судетима (западно погранично подручје Чехословачке). Иако је био релативно неефикасан у борби у почетку рата због застарелости, током каснијих фаза рата чинио је значајан удео у компонентама војне авијације неколико земаља.

## Земље које су користиле авион
| - Бугарска - Нацистичка Немачка - НДХ - Чехословачка - Грчка | - Мађарска - Румунија - Словачка - Совјетски Савез |